# Liga Boliviana de Básquetbol 2021
La Libobásquet o Liga Boliviana de Básquetbol 2021 será el octavo torneo del máximo torneo de clubes de básquetbol en Bolivia organizado por la FBB, la cual contará con un único torneo corto disputado desde el mes de julio hasta agosto, con un primera fase y play-offs. El campeón clasificará a la Liga Sudamericana de Clubes 2021.

## Temporada 2021
La Libobásquet se jugará en esta ocasión solamente con 5 clubes, tras un Consejo Superior se decidió que los clubes que decidan no participar en este campeonato no sufrirán ninguna sanción, todo esto por los problemas económicos y sanitarios que dejó el Covid-19.
Será un torneo corto que mantendrá su plaza para la Liga Sudamericana de Clubes 2021.
El torneo iniciará el 21 de julio.

## Equipos participantes
| Equipo                                        | Ciudad                 | Temp | Coliseo                    | Capacidad |
| --------------------------------------------- | ---------------------- | ---- | -------------------------- | --------- |
| Club Atlético Nacional Potosí                 | Potosí                 | 2    | Ciudad de Potosí           | 10.000    |
| Club Deportivo Calero de Potosí               | Potosí                 | 6    | Ciudad de Potosí           | 10.000    |
| Club Deportivo y Cultural Pichincha de Potosí | Potosí                 | 7    | Ciudad de Potosí           | 10.000    |
| Club Deportivo Rubair de Quillacollo          | Cochabamba Quillacollo | 3    | Polideportivo Evo Morales  | -         |
| Club Amistad Blacmar de Sucre                 | Chuquisaca             | 7    | Polideportivo de Garcilazo | 10.000    |

- Datos desde la temporada 2014

## Entrenadores
| Listado de entrenadores | Listado de entrenadores | Listado de entrenadores       |
| Equipo                  | Fechas                  | Entrenador                    |
| ----------------------- | ----------------------- | ----------------------------- |
| Amistad                 | 1.ª fecha - 8.ª fecha   | José Alfredo Díaz Martínez    |
| Amistad                 | 9.ª fecha - Act         | Wanderley Zurita              |
| Calero                  | 1.ª fecha - Act         | Giovanny Anton Vargas Cadima  |
| Nacional Potosí         | 1.ª fecha - Act         | Diego D'Andrea                |
| Pichincha               | 1.ª fecha - Act         | Sergio Fabricio Salas         |
| Rubair                  | 1.ª fecha - Act         | Sandro Alberto Patiño Sánchez |

## Primera fase
Se conformó 1 grupos para la primera fase, los 5 equipos jugarán un ida y vuelta con los demás equipos, haciendo un total de 10 fechas. Los 4 primeros del grupo clasificarán a semifinales.

## Fase Regular
| Equipo                   | PJ | PG | PP | CF  | CC  | DIF  | Pts |
| ------------------------ | -- | -- | -- | --- | --- | ---- | --- |
| Nacional Potosí (Potosí) | 8  | 6  | 2  | 713 | 606 | +107 | 14  |
| Pichincha (Potosí)       | 8  | 5  | 3  | 683 | 591 | +92  | 13  |
| Rubair (Quillacollo)     | 8  | 3  | 5  | 660 | 684 | -24  | 11  |
| Calero (Potosí)          | 8  | 4  | 4  | 562 | 618 | -56  | 11  |
| Amistad (Sucre)          | 8  | 2  | 6  | 572 | 691 | -119 | 10  |

- Actualizada 15/08/21 - 03:33

|  |                               |
|  | Clasificados a los Play-offs. |

| Amistad             | 75 – 106 | Rubair          | Polideportivo Garcilazo | 21 de julio | 19:30 |
| Calero              | 76 – 105 | Nacional Potosí | Ciudad de Potosí        | 21 de julio | 20:00 |
| Descansa: Pichincha |          |                 |                         |             |       |

| Amistad          | 80 – 97 | Pichincha       | Polideportivo Garcilazo   | 23 de julio | 19:00 |
| Rubair           | 78 – 91 | Nacional Potosí | Polideportivo Evo Morales | 23 de julio | 19:30 |
| Descansa: Calero |         |                 |                           |             |       |

| Rubair            | 84 – 74 | Calero    | Polideportivo Evo Morales | 26 de julio | 19:00 |
| Nacional Potosí   | 78 – 77 | Pichincha | Ciudad de Potosí          | 1 de agosto | 19:00 |
| Descansa: Amistad |         |           |                           |             |       |

| Pichincha        | 78 – 57 | Calero  | Ciudad de Potosí | 28 de julio | 20:00 |
| Nacional Potosí  | 89 – 49 | Amistad | Ciudad de Potosí | 29 de julio | 20:00 |
| Descansa: Rubair |         |         |                  |             |       |

| Pichincha                 | 82 – 62 | Rubair  | Ciudad de Potosí | 30 de julio | 20:00 |
| Calero                    | 0 – 20  | Amistad | Ciudad de Potosí | 31 de julio | 19:00 |
| Descansa: Nacional Potosí |         |         |                  |             |       |

| Rubair              | 105 – 93 | Amistad | Polideportivo Evo Morales | 3 de agosto | 19:30 |
| Nacional Potosí     | 66 – 72  | Calero  | Ciudad de Potosí          | 3 de agosto | 20:00 |
| Descansa: Pichincha |          |         |                           |             |       |

| Pichincha        | 91 – 58  | Amistad | Ciudad de Potosí | 5 de agosto | 20:00 |
| Nacional Potosí  | 101 – 70 | Rubair  | Ciudad de Potosí | 6 de agosto | 20:00 |
| Descansa: Calero |          |         |                  |             |       |

| Calero            | 82 – 80 | Rubair          | Ciudad de Potosí | 7 de agosto  | 19:00 |
| Pichincha         | 88 – 91 | Nacional Potosi | Ciudad de Potosí | 10 de agosto | 20:00 |
| Descansa: Amistad |         |                 |                  |              |       |

| Amistad          | 96 – 92 | Nacional Potosí | Polideportivo Garcilazo | 12 de agosto | 19:00 |
| Calero           | 90 – 84 | Pichincha       | Ciudad de Potosí        | 12 de agosto | 19:00 |
| Descansa: Rubair |         |                 |                         |              |       |

| Amistad                   | 101 – 111 | Calero    | Polideportivo Garcilazo   | 14 de agosto | 19:30 |
| Rubair                    | 75 – 86   | Pichincha | Polideportivo Evo Morales | 14 de agosto | 19:00 |
| Descansa: Nacional Potosí |           |           |                           |              |       |

## Evolución de la clasificación y resultados
| FASE REGULAR    |   |   |   |   |   |   |   |   |   |   |
| Nacional Potosí | 2 | 1 | 2 | 1 | 1 | 1 | 1 | 1 | 1 | 1 |
| Pichincha       | 5 | 3 | 3 | 3 | 2 | 3 | 3 | 2 | 2 | 2 |
| Rubair          | 1 | 2 | 1 | 2 | 3 | 2 | 2 | 3 | 3 | 3 |
| Calero          | 3 | 5 | 4 | 4 | 5 | 5 | 5 | 5 | 5 | 4 |
| Amistad         | 4 | 4 | 5 | 5 | 4 | 4 | 4 | 4 | 4 | 5 |

|  |                      |
|  | Puestos de play-offs |

| Local / Visita  | AMI    | CAL     | NPO    | PIC   | RUB    |
| --------------- | ------ | ------- | ------ | ----- | ------ |
| Amistad         |        | 101–111 | 96–92  | 80–97 | 75–106 |
| Calero          | 0–20   |         | 76–105 | 90–84 | 82–80  |
| Nacional Potosí | 89–49  | 66–72   |        | 78–77 | 101–70 |
| Pichincha       | 91–58  | 78–57   | 88–91  |       | 82–62  |
| Rubair          | 105–93 | 84–74   | 78–91  | 75–86 |        |

## Playoffs
Los Playoffs de la Libobásquet se jugarán con un par de modificaciones, las semifinales se jugarán solo a 2 partidos, donde el que gane los 2 juegos o saque mayor diferencia de puntos clasificará y al mejor de 3 partidos en las finales.
|  | Semifinales       | Semifinales       | Semifinales       | Semifinales       |    |     | Finales          | Finales          | Finales          | Finales          | Finales          |  |
|  | 18 - 21 de agosto | 18 - 21 de agosto | 18 - 21 de agosto | 18 - 21 de agosto |    |     | 24 -27 de agosto | 24 -27 de agosto | 24 -27 de agosto | 24 -27 de agosto | 24 -27 de agosto |  |
|  |                   |                   |                   |                   |    |     |                  |                  |                  |                  |                  |  |
|  |                   |                   |                   |                   |    |     |                  |                  |                  |                  |                  |  |
|  | 2.º               | Pichincha         | 78                | 81                |    |     |                  |                  |                  |                  |                  |  |
|  | 2.º               | Pichincha         | 78                | 81                |    |     |                  |                  |                  |                  |                  |  |
|  | 3.º               | Rubair            | 80                | 60                |    |     |                  |                  |                  |                  |                  |  |
|  | 3.º               | Rubair            | 80                | 60                |    | 2.º | Pichincha        | 83               | 60               | 62               |                  |  |
|  |                   |                   |                   |                   |    | 2.º | Pichincha        | 83               | 60               | 62               |                  |  |
|  |                   |                   | 1.º               | Nacional Potosi   | 81 | 78  | 65               |                  |                  |                  |                  |  |
|  | 1.º               | Nacional Potosi   | 1.º               | Nacional Potosi   | 81 | 78  | 65               | 74               | 73               |                  |                  |  |
|  | 1.º               | Nacional Potosi   |                   |                   |    |     |                  | 74               | 73               |                  |                  |  |
|  | 4.º               | Calero            | 76                | 58                |    |     |                  |                  |                  |                  |                  |  |
|  | 4.º               | Calero            | 76                | 58                |    |     |                  |                  |                  |                  |                  |  |
|  |                   |                   |                   |                   |    |     |                  |                  |                  |                  |                  |  |

- Nota: En cada llave, el equipo que figura en la parte superior de la llave cuentan con ventaja de campo.

### Semifinales
Nacional Potosí vs Calero
| 18 de agosto, 20:00 | Calero                                                           | 76–74                | Nacional Potosi                                                       | Potosí                                                                                   |  |  |
|                     | Parciales: 18-25, 19-18, 16-14, 23-17                            |                      |                                                                       |                                                                                          |  |  |
|                     | Estadísticas Scheraun King 17 Emilio Stucky 15 Pedro Gutiérrez 3 | Reporte Pts Reb Asts | Estadísticas 21 Adriano Barreras 11 Armando Choque 3 Adriano Barreras | Pabellón: Ciudad de Potosí Árbitros: *Daniel Jiménez *Jhasmmany Choque *Fernando Cabrera |  |  |
| Serie: 76 - 74      |                                                                  |                      |                                                                       |                                                                                          |  |  |
|                     |                                                                  |                      |                                                                       |                                                                                          |  |  |

| 21 de agosto, 20:00 | Nacional Potosí                                                        | 73–58                | Calero                                                           | Potosí                                                                          |  |  |
|                     | Parciales: 24-15, 12-17, 21-14, 16-12                                  |                      |                                                                  |                                                                                 |  |  |
|                     | Estadísticas Armando Choque 16 Cristhian Camargo 9 Cristhian Camargo 5 | Reporte Pts Reb Asts | Estadísticas 11 Scheraun King 13 Emilio Stucky 3 Pedro Gutierrez | Pabellón: Ciudad de Potosí Árbitros: *Daniel Vega *Tito Ugarte *Hugo De La Riva |  |  |
| Serie: 147 - 134    |                                                                        |                      |                                                                  |                                                                                 |  |  |
|                     |                                                                        |                      |                                                                  |                                                                                 |  |  |

Pichincha vs Rubair
| 18 de agosto, 20:00 | Rubair                                                | 80–78                | Pichincha                                                                 | Quillacollo, Cochabamba                             |  |  |
|                     | Parciales: 14-23, 25-17, 15-17, 26-21                 |                      |                                                                           |                                                     |  |  |
|                     | Estadísticas Mike Liabo 22 Mike Liabo 13 Mike Liabo 7 | Reporte Pts Reb Asts | Estadísticas 19 Antone Robinson Jr. 18 Antone Robinson Jr. 4 Martin Ochoa | Pabellón: Polideportivo Evo Morales Árbitros: *- *- |  |  |
| Serie: 80 - 78      |                                                       |                      |                                                                           |                                                     |  |  |
|                     |                                                       |                      |                                                                           |                                                     |  |  |

| 20 de agosto, 20:00 | Pichincha                                                        | 81–60                | Rubair                                                        | Potosí                                                                                    |  |  |
|                     | Parciales: 26-18, 17-16, 21-14, 17-12                            |                      |                                                               |                                                                                           |  |  |
|                     | Estadísticas Antone Robinson Jr 22 Tony Farmer 10 Martin Ochoa 8 | Reporte Pts Reb Asts | Estadísticas 20 Milos Petkovic 22 Milos Petkovic 4 Irin Stark | Pabellón: Ciudad de Potosí Árbitros: *Esrrael Condori *Jhasmmany Choque *Wilfredo Moncada |  |  |
| Serie: 159 - 140    |                                                                  |                      |                                                               |                                                                                           |  |  |
|                     |                                                                  |                      |                                                               |                                                                                           |  |  |

### Finales
Nacional Potosí vs Pichincha
| 24 de agosto, 20:00 | Nacional Potosí                                                         | 81–83                | Pichincha                                                 | Potosí                                                                                   |  |  |
|                     | Parciales: 18-19, 23-13, 10-29, 21-11 (T.E.: 9-11)                      |                      |                                                           |                                                                                          |  |  |
|                     | Estadísticas Adriano Barreras 15 Cristhian Camargo 10 Sebastián Calvo 5 | Reporte Pts Reb Asts | Estadísticas 29 Tony Farmer 12 Tony Farmer 3 Martin Ochoa | Pabellón: Ciudad de Potosí Árbitros: *Ariel Almendras *Esrrael Condori *Jhasmmany Choque |  |  |
| Serie: 0 - 1        |                                                                         |                      |                                                           |                                                                                          |  |  |
|                     |                                                                         |                      |                                                           |                                                                                          |  |  |

| 26 de agosto, 20:00 | Pichincha                                                 | 60–78                | Nacional Potosi                                                       | Potosí                                                                               |  |  |
|                     | Parciales: 15-22, 14-15, 12-15, 19-26                     |                      |                                                                       |                                                                                      |  |  |
|                     | Estadísticas Robert Colon 20 Tony Farmer 16 Tony Farmer 3 | Reporte Pts Reb Asts | Estadísticas 29 Adriano Barreras 11 Armando Choque 3 Adriano Barreras | Pabellón: Ciudad de Potosí Árbitros: *Jhasmmany Choque *Daniel Vega *Hugo De La Riva |  |  |
| Serie: 1 - 1        |                                                           |                      |                                                                       |                                                                                      |  |  |
|                     |                                                           |                      |                                                                       |                                                                                      |  |  |

| 27 de agosto, 20:00 | Pichincha                                                | 62–65                | Nacional Potosí                                                  | Potosí                                                                              |  |  |
|                     | Parciales: 13-14, 18-18, 17-13, 14-20                    |                      |                                                                  |                                                                                     |  |  |
|                     | Estadísticas Tony Farmer 26 Tony Farmer 22 Tony Farmer 3 | Reporte Pts Reb Asts | Estadísticas 17 Armando Choque 16 Armando Choque 3 Rodrigo Acuña | Pabellón: Ciudad de Potosí Árbitros: *Daniel Vega *Ariel Almendras *Hugo De La Riva |  |  |
| Serie: 1 - 2        |                                                          |                      |                                                                  |                                                                                     |  |  |
|                     |                                                          |                      |                                                                  |                                                                                     |  |  |

### Plantilla del equipo campeón
| Nacional Potosí            | Nacional Potosí                   | Nacional Potosí | Nacional Potosí | Nacional Potosí | Nacional Potosí                   | Nacional Potosí                    |
| Num                        | Jugador                           | Pos             | PJ              | Altura          | Ciudad Natal                      | Edad                               |
| -------------------------- | --------------------------------- | --------------- | --------------- | --------------- | --------------------------------- | ---------------------------------- |
| 1                          | Paolo César Ramos Campos          | B               | 13              | 1,87 m (6′ 2″)  | Santa Cruz                        | 31 de julio de 1987 (37 años)      |
| 2                          | Adriano De Jesús Barreras Álvarez | E               | 12              | 1,86 m (6′ 1″)  |                                   | 14 de diciembre de 1992 (32 años)  |
| 3                          | Pedro Uziel Poquechoque Fuentes   |                 | 3               |                 | Potosí                            |                                    |
| 5                          | Luis Arnoldo Mercado Franco       | P               | 13              | 2,08 m (6′ 10″) | Santa Cruz                        | 27 de noviembre de 1997 (27 años)  |
| 6                          | Yasmany Fundora Arrechavaleta     | P               | 7               |                 |                                   |                                    |
| 7                          | Cristhian Camargo Llanos          | A               | 13              | 1,96 m (6′ 5″)  | Cochabamba                        | 14 de noviembre de 1993 (31 años)  |
| 9                          | Rodrigo Daniel Águila Barrios     | E               | 2               |                 | Potosí                            | 20 de octubre de 1995 (29 años)    |
| 10                         | Rodrigo Andrés Acuña              | AP              | 13              | 1,98 m (6′ 6″)  |                                   | 16 de julio de 1995 (29 años)      |
| 11                         | Luis Samuel Careaga Calizaya      | E               | 8               |                 | Potosí                            | 16 de abril de 1992 (32 años)      |
| 13                         | Marco Antonio Recamo Tubari       | P               | 4               | 1,99 m (6′ 6″)  | San José de Chiquitos, Santa Cruz | 03 de marzo de 1989 (36 años)      |
| 14                         | Adrián Alcino Forbes              |                 | 3               |                 |                                   | 28 de mayo de 1998 (26 años)       |
| 16                         | Luis Armando Choque Parra         | A               | 12              | 1,98 m (6′ 6″)  | Madrid, España                    | 11 de septiembre de 1997 (27 años) |
| 22                         | Juan Sebastián Calvo Vidales      | E               | 13              | 1,86 m (6′ 1″)  | Sucre                             | 23 de julio de 1999 (25 años)      |
| 23                         | Deybid Ramiro Gil Rodríguez       | B               | 6               |                 | Sucre                             | 20 de noviembre de 1997 (27 años)  |
| 32                         | José Ignacio Condori Bonifaz      |                 | 2               |                 | Potosí                            | 23 de abril de 1991 (33 años)      |
|                            | Jhimmy García                     |                 |                 |                 |                                   |                                    |
| Entrenador: Diego D'Andrea |                                   |                 |                 |                 |                                   |                                    |

- Datos de la página oficial de FIBA y la Federación Boliviana de Básquetbol.
- Se cuentan todos los partidos del torneo.

## Cronología
| Predecesor: Libobásquet 2019 | Libobásquet 2021 | Sucesor: Libobásquet 2022 |